# Chengdu Open
Chengdu Open là giải đấu nằm trong ATP World Tour 250 series diễn ra trên mặt sân cứng ngoài trời. Đây là giải đấu mới bổ sung vào ATP World Tour 2016 và thay thế cho ATP Malaysian Open tổ chức ở Kuala Lumpur. Giải diễn ra ở Trung tâm Quần vợt Quốc tế Sichuan ở Thành Đô, Trung Quốc.

## Kết quả

### Đơn
| Năm  | Vô địch         | Á quân               | Tỉ số                   |
| ---- | --------------- | -------------------- | ----------------------- |
| 2016 | Karen Khachanov | Albert Ramos-Viñolas | 6–7(4–7), 7–6(7–3), 6–3 |
| 2017 | Denis Istomin   | Marcos Baghdatis     | 3–2 ret.                |

### Đôi
| Năm  | Vô địch                              | Á quân                                  | Tỉ số         |
| ---- | ------------------------------------ | --------------------------------------- | ------------- |
| 2016 | Raven Klaasen Rajeev Ram             | Pablo Carreño Busta Mariusz Fyrstenberg | 7–6(7–2), 7–5 |
| 2017 | Jonathan Erlich Aisam-ul-Haq Qureshi | Marcus Daniell Marcelo Demoliner        | 6–3, 7–6(7–3) |